# Collyer
Collyer és una població dels Estats Units a l'estat de Kansas. Segons el cens del 2000 tenia 133 habitants.

## Demografia
Segons el cens del 2000, Collyer tenia 133 habitants, 59 habitatges, i 35 famílies. La densitat de població era de 205,4 habitants per km².
Dels 59 habitatges en un 28,8% hi vivien nens de menys de 18 anys, en un 54,2% hi vivien parelles casades, en un 3,4% dones solteres, i en un 39% no eren unitats familiars. En el 37,3% dels habitatges hi vivien persones soles el 22% de les quals corresponia a persones de 65 anys o més que vivien soles. El nombre mitjà de persones vivint en cada habitatge era de 2,25 i el nombre mitjà de persones que vivien en cada família era de 2,97.
Per edats la població es repartia de la següent manera: un 26,3% tenia menys de 18 anys, un 1,5% entre 18 i 24, un 33,1% entre 25 i 44, un 18% de 45 a 60 i un 21,1% 65 anys o més.
L'edat mediana era de 40 anys. Per cada 100 dones de 18 o més anys hi havia 96 homes.
La renda mediana per habitatge era de 24.167$ i la renda mediana per família de 35.313$. Els homes tenien una renda mediana de 27.708$ mentre que les dones 20.833$. La renda per capita de la població era de 11.346$. Entorn del 25,8% de les famílies i el 19,4% de la població estaven per davall del llindar de pobresa.

## Poblacions més properes
El següent diagrama mostra les poblacions més properes.